# サム・クック
サム・クック（Sam Cooke、1931年1月22日 - 1964年12月11日）は、アメリカ合衆国出身のソウル歌手、ゴスペル歌手、作曲家、ミュージシャン。

## 略歴
ミシシッピ州クラークスデイル生まれ。後に家族とともにシカゴに移住。父親は牧師であり、幼い頃から聖歌隊で歌う。19歳のときにゴスペル・グループのソウル・スターラーズのリードボーカルとなり、端正なルックスでゴスペル界ではアイドル的人気を博した。ゴスペルのソウル・スターラーズ時代には先輩のRHハリスや、センセーショナル・ナイチンゲールズのジュリアス・チークスらに影響を受けた。
1957年にソロ歌手としてR&Bに転向し、「ユー・センド・ミー」がヒット。これをきっかけにR&B界で数々のヒットを飛ばし、発展目覚ましかったソウル/R&B界のスターとなる。それまでの黒人歌手のスタイルとは一線を画した洗練された音楽性で、声の良さと歌唱力もさることながら、「クック調」と呼ばれる鼻にかかった歌い方は白人にも高く評価され、後世に大きな影響を与えた。
1958年には、マネージャーのJ.W.アレクサンダーと共に音楽出版社を設立。後にはSARレコードを設立する。R&Bが流行した当時、黒人のアーティストは曲を作っても満足な対価を得られず、白人の会社に「搾取」されるのが通例だった中にあって、自らの著作権を管理するのは画期的なことであった。
1959年にキーン・レコードを離れる。1960年にRCAビクターと契約するも、キーン・レコード時代に録音し未発表だった「ワンダフル・ワールド」が同レーベルから発売されヒット。
クックの曲は、『ビルボード』のR&Bチャートだけでなくポップ・チャートでも上位に入った。1960年代には「チェイン・ギャング」（2位）、「ツイストで踊りあかそう」（9位）、「こんどの土曜に恋人を」（10位）、「シェイク」（7位）を全米トップ10に送り込んでいる。
黒人の権利に対する意識が高く、公民権運動にも積極的な関わりを持ち、マルコムXやモハメド・アリとも親交を深める。1964年の「ア・チェンジ・イズ・ゴナ・カム」は、ボブ・ディランの「風に吹かれて」に影響を受けて生まれた、人種平等社会が訪れることへの期待を込めたメッセージソングであった。
1964年12月11日、クックはロサンゼルスのハリウッドにある酒場で知り合った女性を「別の店へ行こう」と誘い出し、そのままイタリア製の高級スポーツカーでサウスセントラル地区にあるモーテルにチェックインした。酒場ではなくモーテルに入った事に驚いた女性はクックがシャワーを浴びている間に、追われないようにと服を隠した上で部屋を飛び出した。シャワーから出たクックは居なくなった女性を探し、全裸にジャケットと靴だけを身につけてモーテルの管理人室へ押しかけた。この時泥酔した状態で、管理人の女性に掴みかかるなど激しい剣幕であったため、身の危険を感じた管理人が発砲、クックは胸部に銃弾を受け死亡した。その後の裁判では正当防衛と認定され、管理人は無罪となったが、その死をめぐっては後に多くの疑問が呈された。

## フォロワー
- ボビー・ウーマック[3]
- オーティス・レディング
- [[ソロモン・バーク[]]
- オヴェイションズ
- J.ブラックフット
- ジェラルド・アルストン（マンハッタンズ）
- ロッド・スチュワート

## カバー・ヴァージョン
クックの楽曲は多くのミュージシャンによってカバーされている。
- 「キューピッド」 - トニー・オーランド&ドーン、スピナーズ
- 「ユー・センド・ミー」 - マンハッタンズ、オーティス・レディング、ニコレット・ラーソン、フェアーグラウンド・アトラクションなど
- 「ワンダフル・ワールド」 -　アート・ガーファンクル、オーティス・レディング、ハーマンズ・ハーミッツ、ブライアン・フェリーなど
- 「ア・チェンジ・イズ・ゴナ・カム」 - オーティス・レディング、アレサ・フランクリン、ネヴィル・ブラザーズなど
- 「シェイク」 - オーティス・レディング、スモール・フェイセスなど
- 「ブリング・イット・オン・ホーム・トゥ・ミー」 - ヴァン・モリソン、ジョン・レノン、ポール・マッカートニーなど
- 「ツイストで踊りあかそう」 - マーヴェレッツ、ロッド・スチュワート、ディヴァインなど
- 「Yeah Man」 - オーティス・レディングとアーサー・コンレイはこの曲を下敷きにして「スウィート・ソウル・ミュージック」を書き、コンレイの曲として発表した。

## 評価
「ローリング・ストーンの選ぶ歴史上最も偉大な100人のシンガー」において第4位。
「ローリング・ストーンの選ぶ歴史上最も偉大な100組のアーティスト」において第16位。
「Q誌の選ぶ歴史上最も偉大な100人のシンガー」において第15位。